# 上皮涅尔
皮涅尔德亚里瓦，是西班牙卡斯蒂利亚-莱昂巴利亚多利德省的一个市镇。总面积23平方公里，2001年普查人口總數為136人，人口密度為每平方公里6人。